# Wernerbaurita
La wernerbaurita és un mineral anomenat en honor del professor de la Universitat d'Illinois, Werner H. Baur.

## Característiques
La wernerbaurita és un mineral de fórmula química {(NH₄)₂[Ca₂(H₂O)14](H₂O)₂}{V10O28}. Cristal·litza en el sistema triclínic.

## Formació i jaciments
Es troba en forma d'eflorescències en gresos, en l'interior d'una mina de vanadi i urani; es forma com a producte d'oxidació d'associacions de montroseïta i corvusita. És possible que el procés de formació estigui controlat per la presència de matèria orgànica i algunes fases minerals com ara la pirita. Ha estat descrit només a la seva localitat tipus, a Colorado, EUA; associada a calciodelrioïta, guix, huemulita, hughesita, metarossita, pascoïta i rossita.